# (16239) Dower
(16239) Dower (2000 GY105) – planetoida z grupy pasa głównego asteroid okrążająca Słońce w ciągu 4,06 lat w średniej odległości 2,55 j.a. Odkryta 7 kwietnia 2000 roku.